# 998 TCN
998 TCN là một năm trong lịch La Mã.